# دره‌قره‌باغ (بولوادین)
دره‌قره‌باغ (به ترکی استانبولی: Derekarabağ) یک منطقهٔ مسکونی در ترکیه است که در بولوادین واقع شده‌است.